# Plessy vs. Ferguson
Plessy v. Ferguson (1896) je jedním z klíčových rozhodnutí Nejvyššího soudu Spojených států amerických podporující segregaci a ústavnost doktríny „separate but equal“ (česky odděleni, ale rovni).
V roce 1890 přijal stát Louisiana zákon, který požadoval oddělené vagóny pro černé a bílé lidi. Ve městě New Orleans skupina občanů ve snaze zákon zrušit přesvědčila Homera Plessyho, který byl z jedné osminy černošského původu, aby jej otestoval.

## Detaily případu
7. června 1892 nastoupil Plessy do vagónu Východolouisianské železnice (East Louisiana Railroad), který byl určen výhradně bílým. Podle louisianského zákona byl považován za černocha a proto měl být ve vagónu pro „barevné“. Když Plessy odmítl vagón opustit, byl zatčen a uvězněn.
V následém soudním přelíčení Homer Adolph Plessy v. Stát Louisiana Plessy argumentoval tím, že železniční společnost popírá jeho ústavní práva podle 13. a 14. dodatku Ústavy Spojených států. Předsedající soudce John Howard Ferguson rozhodl, že Louisiana má právo zákony regulovat železniční společnosti pokud jejich činnost nepřesahuje státní hranice. Plessy byl proto odsouzen za porušení segregačního zákona k pokutě 25 dolarů.
Plessy se odvolal k Nejvyššímu soudu Louisiany, který však podpořil Fergusonovo rozhodnutí. Následovalo odvolání k Nejvyššímu soudu Spojených států, který ústavnost louisianského zákona potvrdil.

## Rozhodnutí
Rozhodnutí soudu vypracované soudcem Henrym Brownem, k němuž se připojilo sedm dalších soudců (jediný soudce, John Marshall Harlan, podal nesouhlasné stanovisko), zamítlo Plessyho argument o porušení 13. dodatku, kterým se zakazuje otroctví. Soud také odmítl názor, že by louisianský zákon implikoval jakoukoli méněcenost černochů, jakožto porušení 14. dodatku, zaručujícího stejnou ochranu zákona. Tvrdil, že segregace podle tohoto zákona byla pouze záležitostí sociální politiky.
Rozhodnutí bylo zrušeno v roce 1954 případem Brown vs. školní rada Topeky.